# 1907 v letectví

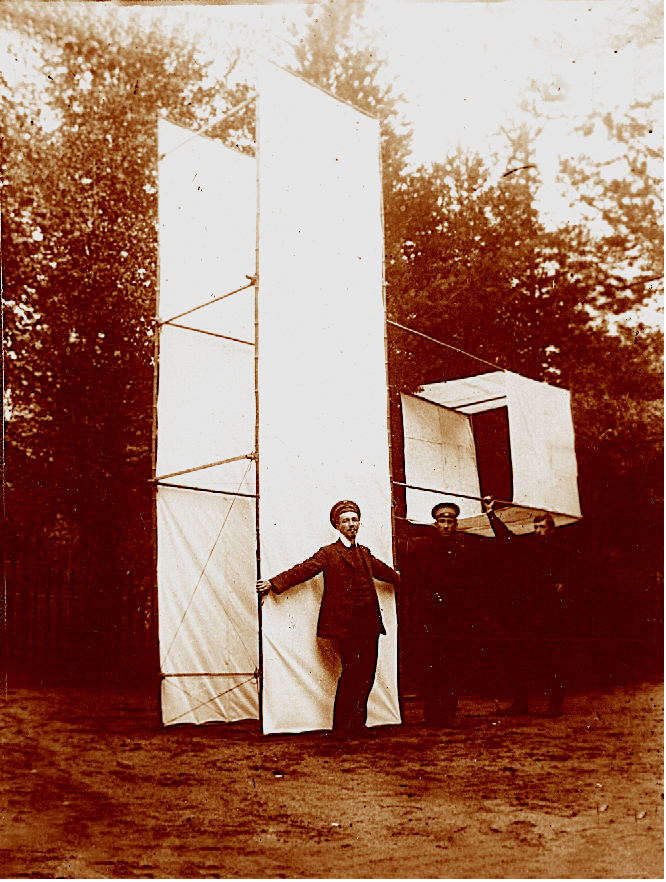
Zkouška draka k tažení lodi (1907)

Tento článek obsahuje seznam událostí souvisejících s letectvím, které proběhly roku 1907.

## Události

### Říjen
- 21. října – ve druhém ročníku Poháru Gordona Bennetta zvítězili Němci Oskar Erbslöh a Henry Helm Clayton
- 29. listopadu 1907 byla za větrné bouře ztracena francouzská vojenská vzducholoď Le Patrie.

## První lety

### Červen
- 11. června – Louis Blériot se svým letounem Blériot VI Libellule

### Listopad
- 10. listopadu – Blériot VII, první letoun moderní konstrukce typické pro další období ve vývoji letadel